# Elle et lui (manga)
Pour les articles homonymes, voir Elle et lui.
Elle et lui (彼氏彼女の事情, Kareshi Kanojo no Jijō, souvent abrégé en karekano, se traduit par : « Situation entre elle et lui ») est un manga écrit et dessiné par Masami Tsuda. Il a été prépublié entre décembre 1995 et avril 2005 dans le magazine LaLa de l'éditeur Hakusensha, et a été compilé en un total de 21 tomes. La version française est éditée en intégralité par Tonkam.
Une adaptation en série télévisée d'animation de 26 épisodes a été produite par les studio Gainax et J.C. Staff entre octobre 1998 et mars 1999. La version française est éditée par Dybex sous le titre Entre elle et lui.

## Synopsis
Au cours de ses études au collège, Yukino Miyazawa a été toujours considérée comme une star par ses camarades et se comporte comme telle. Ses jeunes sœurs, Kano et Tsukino, la taquinent souvent à ce sujet, parce que Yukino se comporte normalement à la maison et joue un véritable rôle d’actrice lorsqu’elle en sort. Brillante élève dans tous les domaines, membre de nombreux comités d’élèves et experte avec son charme d’actrice innée, le principal objectif de Yukino est d’abord de s’imposer pendant l’examen d’entrée au lycée Hokuei de Kawasuki. Elle tombe alors des nues, lorsqu’elle apprend que la première place lui a été soufflée par la coqueluche masculine du lycée, Sōichirō Arima, qui est issu d’une famille très aisée, contrairement à elle. Yukino se concentre encore plus sur ses études pour battre le jeune freluquet qui est un obstacle pour ses rêves de gloire au lycée. Dès l’examen majeur suivant, elle arrive à ses fins et prend la première place.
Alors que tout semble rentrer dans l’ordre pour Yukino qui a impeccablement redressé une situation compromise, deux évènements ébranlent son orgueil. Tout d’abord, elle s’aperçoit que Sōichirō n’a jamais cherché la gloire et elle prend honte devant la version authentique de ce qu’elle n’a jamais fait qu’imiter. Sōichirō lui déclare sa flamme juste après, ce qui rétablit un sentiment de supériorité chez la belle qui le repousse de peur qu’il ne découvre son secret. Peine perdue, Sōichirō la surprend chez elle et voit son véritable caractère, sans ses artifices. Craignant d’être dénoncée puis croyant qu’il garde son secret, elle est stupéfaite lorsqu’il lui fait faire son travail en échange de son silence. Lui aussi avait une face cachée!
Les jours passant, Yukino se rapproche de plus en plus de Sōichirō et finalement, le vit très mal. Elle, qui manipulait si bien les cœurs des garçons, voilà qu’elle s’amourache de son rival, à en devenir timide et timorée. De son côté, Sōichirō n’a pas cessé de l’aimer et son chantage n’est qu’un prétexte pour lui parler. Heureusement, la situation se clarifie rapidement et Sōichirō devient son petit ami, ravi d’avoir quelqu’un de si différente à ses côtés.

## Personnages

### Famille Miyazawa
Yukino Miyazawa
Seiyū (anime) VO : Atsuko Enomoto / VF : Véronique Fyon
Yukino Miyazawa (宮沢 雪野, Miyazawa Yukino), l’héroïne de l’histoire, est intelligente, charmante, athlétique et talentueuse. C’est une élève modèle et ses camarades, filles comme garçons, lui demandent souvent de l’aide et font l’éloge de sa perfection. Cependant, son aspect « parfait » n’est qu’une façade pour cacher le fait que tout ce qu’elle entreprend ne l’est uniquement dans le but de recevoir des louanges des autres, et qu’à la maison elle adopte une attitude complètement négligée.
Elle s’auto-proclame « reine de la vanité », ayant agi ainsi depuis son enfance alors que ses parents faisaient l’éloge de ses moindres actions. Yukino s’est ainsi autrefois entraînée à jouer de la flûte à bec pendant toute une nuit, finissant presque par vomir du sang à cause de l’effort. Cependant, malgré toutes ces éloges, elle ne se rend pas compte qu’elle n’a jamais eu de vrais amis en dehors de sa famille, et qu’elle est considérée par ses camarades comme une star peu abordable. Tout cela change lorsque Yukino rencontre Sōichirō, un autre élève modèle, qui bat son score, pourtant élevé, à l’examen d’entrée de l’école, et est encore plus populaire et sportif que Yukino.
Yukino est jalouse de son rival et travaille encore plus dur pour revenir en tête du classement. Lorsque Sōichirō lui avoue qu’il a le béguin pour elle, elle le rejette, et en rit par la suite. Mais sa sœur Kano, observatrice, lui souligne que son sentiment de rivalité avec Sōichirō est né de celui d’admiration. Mais cette révélation sera inutile puisque Yukino baissera sa garde et permettra accidentellement que Sōichirō découvre sa vrai personnalité. Après avoir découvert que Sōichirō se cache aussi derrière une façade d’élève modèle pour ses propres raisons, ils deviennent de très bons amis. Yukino décide alors d’abandonner ses faux airs et de devenir fidèle à elle-même. Si elle a au début quelques difficultés à se débarrasser de son habitude de prétendre à la perfection, elle finit par être capable de s’ouvrir aux autres et gagne de vrais amis en plus de Sōichirō.
Bien que son but affiché au lycée est de devenir politicienne ou avocate, elle révèle par la suite vouloir devenir médecin. Ce qu’elle finira par accomplir dans l’hopital de la famille Arima. Elle se marie à la fin du lycée avec Sōichirō et a par la suite 3 enfants.
Tsukino Miyazawa
Seiyū (anime) VO : Yuki Watanabe / VF : Mélanie Dermont
Tsukino Miyazawa (宮沢 月野, Miyazawa Tsukino) est la fille cadette de la famille Miyazawa et a tendance à taquiner sa sœur Kano, la plus jeune. Ni Tsukino, ni Kano ne comprennent la quête de la perfection de Yukino. Mais elles l’aiment beaucoup et sont constamment à lui demander de jouer avec elles. À la fin de la série, on voit Tsukino qui est devenue une joueuse de tennis talentueuse. Toutefois, elle a dû quitter le tennis professionnel en raison d’une blessure, après quoi elle est devenue un entraîneur de renom.
Kano Miyazawa
Seiyū (anime) VO : Maria Yamamoto / VF : Béatrice Wegnez
Kano Miyazawa (宮沢 花野, Miyazawa Kano) est la benjamine des trois filles Miyazawa. Elle est connue pour son obsession des mangas shōjo et des romans. Elle utilise ses connaissances de ces histoires d’amour pour aider Yukino quand celle-ci se trouve dans une impasse psychologique. Plus tard, elle devient un éditeur de son auteur préféré, Aya Sawada, un des amis du lycée de Yukino.
Miyako Miyazawa
Seiyū (anime) VO : Yuka Koyama / VF : Audrey D'Hulstère
Miyako Miyazawa (宮沢 都香, Miyazawa Miyako) est la mère de Yukino, Tsukino et Kano.
Hiroyuki Miyazawa
Seiyū (anime) VO : Takeshi Kusao / VF : Christophe Hespel
Hiroyuki Miyazawa (宮沢 洋之, Miyazawa Hiroyuki) est le père des trois filles. Les deux parents se sont rencontrés lorsqu’ils étaient enfants et se sont mariés juste après le lycée, au grand désespoir du père de Miyako. Lorsque Hiroyuki a demandé la main de Miyako à son père, celui-ci l’a battu violemment. Hiroyuki se chamaille encore avec son beau-père, râlant que celui-ci lui en veuille toujours d’avoir pris sa fille. Son beau-père était policier et ils se sont rencontrés dans des conditions défavorables, alors qu’Hiroyuki et ses amis testaient de force le nouveau vélo de Miyako. Hiroyuki est un orphelin qui a été élevé par son grand-père et il accorde beaucoup de valeur à la famille, un sentiment que partage aussi Miyako. Miyako comprend sa douleur puisqu’elle a perdu sa mère lorsqu’elle était enfant. Il aime énormément ses trois filles, et porte souvent un T-shirt portant la mention « mes filles sont ma vie ». Ses filles, par contre, le taquinent souvent ou le traitent un peu brutalement (« Tais-toi, papa! » par exemple), après quoi il boude de façon comique. Miyako et Hiroyuki sont des parents compréhensifs, qui laissent leurs enfants faire leurs propres choix dans leur vie.
Pero Pero
Pero Pero (ペロペロ, ou aussi Pero²) est le chien de la famille Miyazawa. C’est un Golden Retriever. La plupart du temps il mange, dort près de sa niche, ou reste accroché au pull d’un des personnages.

### Famille Arima
Sōichirō Arima
Seiyū (anime) VO : Chihiro Suzuki / VF : Maxime Donnay
Sōichirō Arima (有馬 総一郎, Arima Sōichirō) est le second héros de l’histoire. Il est au départ le rival Yukino à l’école, et finit comme son ami et éventuellement son mari. C’est un beau garçon, populaire, qui excelle au kendo et devient champion national. Il est d’abord amoureux de Yukino, ignorant son véritable caractère et le fait qu’elle le déteste secrètement. Après avoir découvert à son insu, que Yukino n’est pas du tout l’élève modèle que tout le monde pense qu’elle est, Sōichirō la fait chanter en lui faisant faire une partie de son travail scolaire. C’est en fait une excuse pour passer plus de temps avec elle. Après avoir clarifié la situation, ils deviennent le véritable premier ami de l’autre et finissent par tomber amoureux.
Sōichirō cache aussi sa vraie personnalité, qu’il tente de découvrir. Mais contrairement à Yukino dont les motivations sont les félicitations et la vanité, pour lui la cause est un traumatisme psychique de son enfance et il craint qu’elle soit destructrice. Bien que Sōichirō vienne d’une famille distinguée de médecins, il a été abandonné par ses parents, et a été élevé par son oncle et sa tante. Craignant qu’il devienne « mauvais » comme ses parents, il essaie toujours de se cacher derrière un masque et ne cesse de lutter contre ses propres démons. Sōichirō se rend compte qu’il est capable d’être froid et cruel. De plus il est extrêmement jaloux et d’après Hideaki, n’accepte que celui-ci soit ami avec Yukino uniquement parce qu’il sait que Hideaki ne tombera jamais amoureux de Yukino et qu’elle ne tombera jamais amoureux d’Hideaki. Lorsque la situation atteint un point critique qui menace sa relation avec Yukino, celle-ci intervient pour le sauver en s’ouvrant à lui d’un amour complet et véritable. Après un certain nombre de crises, Sōichirō comprend enfin que dans l’amour il faut être prêt à faire confiance et à être digne de confiance. À partir de là, il s’ouvre complètement à Yukino, ses amis et ses parents adoptifs.
Après le lycée Sōichirō épouse Yukino et ils ont trois enfants. Leur fille ainée s’appelle Sakura, c’est une belle jeune fille qui lui ressemble de visage et dans ses facultés. Bien que son ambition initiale était de suivre la profession familiale et de devenir médecin, il suit son rêve d’enfant et devient policier. Il finit par devenir un inspecteur de police très décoré, et se prépare à passer les épreuves pour la promotion de commissaire à l’âge de 30 ans.
Sōichirō s’est également réconcilié avec son père, Reiji Arima, un célèbre pianiste de jazz qui vit à New York, lors de son passage au Japon pour un concert.
Reiji Arima
Reiji Arima (有馬 怜司, Arima Reiji) est le père de Sōichirō. Reiji était le fils illégitime, mais favorisée du patriarche Arima. Sa mère a essayé de se noyer avec lui, mais il lui donna un coup de pied dans le visage pour se sauver, un souvenir horrible qui le hante pour le reste de sa vie. Il était un enfant intelligent mais tordu, et s’est rapproché de Shōji au fil du temps. Sa relation avec la femme de Shōji est plutôt froide. Il se lie également d’amitié avec Yukino, qui le confond avec Sōichirō. Même si c’est un musicien de talent, il a tendance à mener une vie de délinquant et se laisse séduire par une jolie femme nommée Ryoko, qui tombe enceinte. Il nomme le bébé Sōichirō en référence à son frère, Shōji, mais ne s’intéresse pas plus à l’enfant. Des années plus tard, Reiji apprend que Ryoko abusait de son fils et l’avait abandonné. Incapable de prendre soin de lui, Reiji confie l’enfant à Shōji et déménage à New York. Là, il devient un pianiste de jazz célèbre. Il retourne au Japon au lycée de Sōichirō et le « kidnappe » pour le forcer à passer dix jours avec lui. Plus tard, il le protège de Ryoko, menaçant de la tuer pour l’empêcher de nuire à nouveau à Sōichirō.
Shōji Arima
Seiyū (anime) VO : Yuji Fujishiro / VF : Robert Guilmard
Shōji Arima (有馬 総司, Arima Shōji) est l’oncle de Sōichirō et son père adoptif. Il est présenté comme étant de nature douce, mais a montré sa ferme détermination lorsque la situation l’exigeait. Il est le chef d’un prestigieux hôpital, et a suivi la tradition familiale de devenir des médecins renommés. Il est marié à une femme qu’il a connue pendant son enfance. Ses longues maladies sont la raison de leur rencontre, mais l’ont laissée incapable d’avoir des enfants. Après que Sōichirō est abandonné par ses parents, Shōji et sa femme l’élèvent et l’aiment comme leur propre enfant. Bien que respectueux de sa sœur aînée Eiko, Shōji n’hésite pas à défendre Sōichirō chaque fois qu’elle dit quelque chose d’insultant à son égard (ce qui est souvent le cas). Il envisageât de renoncer à sa part de l’héritage des Arima, cependant quand il apprit que son père avait eu son beau-frère Reiji avec une maîtresse, Shōji décida de garder son héritage pour empêcher Eiko de ne rien laisser à Reiji. Bien que Reiji soit un enfant illégitime et rejeté par de nombreux membres de la famille Arima, Shōji est toujours bon avec son demi-frère. Il regrette profondément d’avoir froidement dit à Reiji de ne pas revenir et il est heureux lorsqu’il se réconcilie enfin avec Sōichirō.
Eiko Arima
Seiyū (anime) VO : Kazuko Yanaga / VF : Nathalie Hons
Eiko Arima (有馬 詠子, Arima Eiko) est la tante de Sōichirō, la sœur aînée de Shōji, et donc l’aîné des enfants de la famille Arima. Eiko voulu suivre la profession de sa famille et devenir médecin, mais son père lui dit que les filles ne devaient pas devenir médecin, ce qui la rendit froide et distante. Elle a été outrée d’apprendre que son père avait eu une maîtresse qu’elle avait un demi-frère, Reiji. L’attitude de son père, favorisant Reiji, la rendit haineuse vis-à-vis de Reiji, et plus tard de son fils Sōichirō. Malgré cela, elle approuve Yukino après avoir appris son plan visant à étudier la médecine après son mariage. Shōji reconnu que Eiko apprécie l’ambition de Yukino semblable à la sienne quand elle était jeune.

### Autres personnages
Hideaki Asaba
Seiyū (anime) VO : Atsushi Kisaichi / VF : Sébastien Hebrant
Hideaki Asaba (浅葉 秀明, Asaba Hideaki) est l’ami paresseux et playboy de Yukino et Sōichirō. Très beau, populaire et bien qu’assez brillant pour être admis au lycée renommé d’Hokuei, Hideaki est un étudiant terrible. Il passe le plus clair de son temps à surfer ou à pourchasser les filles. Hideaki et Sōichirō sont considérés comme les deux plus beaux garçons du lycée, mais alors que Sōichirō est largement indifférent à l’attention qu’il provoque, Hideaki en tire le meilleur parti. Au cours du festival annuel de leur école, la classe d’Hideaki monte le « Hideaki Asaba Dinner Show » qui a un grand succès auprès des filles, mais donne à Yukino et Sōichirō la chair de poule. Bien qu’il ait une nature facile à vivre, Hideaki a eu une vie de famille tumultueuse avant de déménager dans son propre appartement. Il se disputait fréquemment avec son père et a été banni par lui, en partie à cause de la nature d’Hideaki qui ressemble trop à celle de son grand-père abusif. Son père n’a jamais hésité à l’exclure de sorties en famille, même en prenant un ton joyeux. En raison de ce passé sombre, Hideaki est l’une des rares personnes qui comprend vraiment le côté sombre de Sōichirō. En fait, il affirme souvent qu’il aimerait se marier avec Sochiro, si c’était une fille. Au cours des crises dans la relation entre Yukino et Sōichirō, Hideaki lui dit qu’elle seule peut calmer le cœur de Sōichirō. À la fin de la série, Hideaki est devenu un peintre célèbre, spécialisé dans les portraits féminins dans lequel le sujet apparaît cinq fois plus jolie. Maho se rend compte que c’est parce que Hideaki voit vraiment les femmes cinq fois plus jolie qu’elles ne le sont en réalité, ce qui explique pourquoi il aime tellement chacune d’elles. Malgré son amour des femmes en général, Hideaki ne s’est jamais installé ou marié, attendant quelqu’un. Quand il apprend que Yukino est enceinte, il déclare que le bébé sera la jeune fille qu’il a attendu. Seize ans plus tard, Hideaki est le père de substitution des trois enfants Arima, dont l’aînée, qui est bien une fille, Sakura. Dans le volume 21, le premier chapitre est raconté par un personnage anonyme, qui est amoureux de lui et qui est son premier baiser.
Tsubasa Shibahime
Seiyū (anime) VO : Mayumi Shintani / VF : Alice Ley
Tsubasa Shibahime (芝姫 つばさ, Shibahime Tsubasa) est petite et jolie jeune fille, qui aime Sōichirō depuis qu’ils fréquentent le collège. Bien qu’elle ait étudié dur pour pouvoir rentrer au lycée Hokuei avec Sōichirō, un accident de planche à roulettes l’empêche de faire la rentrée avec tout le monde. Dans le passé, Tsubasa a essayé à déclarer son amour à Sōichirō à plusieurs reprises, mais Sōichirō ne s’en ait pas rendu compte. Elle s’est alors résignée à être traitée comme une petite sœur par Sōichirō. Mais en apprenant que Sōichirō a une petite amie, elle devient folle de jalousie et de ressentiment envers Yukino. Après quelques affrontements, elles deviennent de bonnes amies. Elle est le bébé du groupe d’amies et Yukino ne peut pas résister à son côté mignon, voulant souventl'habiller comme une poupée. La mère de Tsubasa est morte lorsqu’elle lui a donné naissance, elle a donc été élevée par son père indulgent, et a souffert de la solitude comme Sōichirō. Tsubasa est très possessive envers son père et pique une crise quand elle apprend qu’il projette de se remarier avec une femme nommée Izumi, son infirmière à l’hôpital où elle a été soignée pour son accident. Elle se sent abandonnée et blessée. Tsubasa se ravise ensuite sur le mariage de son père. Elle rencontre Kazuma, son futur beau frère, qui lui fait comprendre le désir d’avoir une famille, puisqu’il est également le seul enfant d’une famille monoparentale et connaît la souffrance de rentrer dans une maison vide tous les soirs. Plus tard dans le manga, Kazuma tombe amoureux de Tsubasa et ils finissent par se marier.
Tsubaki Sakura
Seiyū (anime) VO : Saeko Chiba / VF : Cathy Boquet puis Maia Baran
Tsubaki Sakura (佐倉 椿, Sakura Tsubaki) est l’une des amies de Yukino. C’est une athlète talentueuse, mais son attitude de garçon manqué farceur lui jouera un tour par le biais d’une personne de son passé, Takefumi. Au début elle ne reconnaît pas Takefumi, qui a subi une transformation complète au cours des trois dernières années pendant lesquelles il avait déménagé, ce qu’il utilise dans sa quête de vengeance. Le temps passant et l’attitude perséverante de Tsubaki permettront à Takefumi de réaliser qu’il est amoureux d’elle. Après le lycée, les deux quittent le Japon pour voyager ensemble à travers le monde. Tsubaki étudie dans une université égyptienne et finit par devenir un professeur d’archéologie dans une université américaine. Elle utilise son instinct et ses capacités physiques pour découvrir de nombreux sites archéologiques.
Aya Sawada
Seiyū (anime) VO : Yukiko Motoya / VF : Elsa Poisot puis Élisabeth Guinand
Aya Sawada (沢田 亜弥, Sawada Aya) est un écrivain publiée malgré son très jeune âge. Elle est obsessionnelle compulsive quand il s’agit d’écriture. Elle écrit une pièce pour le nouveau club de théâtre, et poursuit Maho et Yukino pour qu’elles jouent les personnages principaux. Bien que les deux, s’enfuit au premier abord, Yukino se ravise après avoir lu la pièce. Kano, la sœur de Yukino, est une grande fan des livres d’Aya. Aya fume occasionnellement, ce que Rika et Yukino désapprouvent. Plus tard, Aya continue sa carrière d’écrivain, mais comme dans sa jeunesse, elle se précipite comme une folle pour respecter les délais de publication. Son rédacteur en chef est Kano Miyazawa.
Rika Sena
Seiyū (anime) VO : Yukari Fukui / VF : Nathalie Hugo puis Élise Huwart
Rika Sena (瀬奈 りか, Sena Rika) est couturière de talent et une personne modeste. Rika considère sa vie comme étant dans la moyenne, et c’est la plus discrète parmi ses amies, mais elle est heureuse d’être dans les coulisses. Elle travaille sur les costumes pour le théâtre scolaire et les événements du lycée. Elle est la meilleure amie d’Aya depuis l’enfance, et elles ont une relation étrange où Aya fait quelque chose d’égoïste envers Rika, mais la pure bonté de celle-ci va faire honte à Aya… qui recommence alors. Avant le festival culturel, Yukino demande à Rika si elle aime quelqu’un, Rika répond que non et rougit. Yukino se rend compte finalement que Rika a le béguin pour Kyo, le frère aîné d’Aya quand elle rougit encore en parlant de lui. Aya ayant connaissance des sentiments mutuels de son amie et de son frère depuis un certain temps, elle prétextera du travail à finir pour qu’ils puissent dîner seuls. Bien que Rika se voit comme le membre le plus moyen et peu impressionnant du groupe, Tsubaki fait remarquer que Rika est en fait la plus populaire parmi les garçons « ordinaire », le genre à ne jamais avouer à une fille leurs sentiments. Avec ses compétences en couture, Rika finit par devenir la couturière attitrée du père de Tsubasa, un célèbre créateur de mode et dont elle est une grande fan.
Maho Izawa
Seiyū (anime) VO : Junko Noda / VF : Sophie Landresse
Maho Izawa (井沢 真秀, Izawa Maho) était la star de son collège, mais elle tombe dans l’ombre lorsqu’elle arrive à Hokuei High School à cause de Yukino. Maho devient jalouse d’elle. Elle mentionne qu’elle a eu un sentiment d’admiration pour Yukino qui a disparu quand elle a découvert que celle-ci n’était pas aussi parfaite qu’elle le fait croire. Elle tourne alors toute la classe contre Yukino. Toutefois, Yukino ne se laisse pas faire et la classe se retourne contre Maho. Mais Yukino fait ensuite les premiers pas pour devenir amie avec Maho. Maho fait alors bientôt partie du cercle des amies de Yukino, et même si elle garde son attitude distante, elle aussi finit par apprendre à chérir les amitiés. Au cours de sa dernière année de collège, elle tombe amoureuse d'un dentiste de 28 ans du nom de Yusuke Takashi, et devient sa petite amie à la fac. Takashi est un peu taquin avec Maho, mais elle est consciente que ce qu’il fait sont pour son bien et par amour. Elle l’épouse plus tard, et devient médecin au même hôpital que Yukino, comme un neurochirurgien pour soigner ses maux de tête.
Kazuma Ikeda
Seiyū (anime) VO : Akira Ishida / VF : Sébastien Fayard
Kazuma Ikeda (池田 一馬, Ikeda Kazuma) est le fils de la femme avec laquelle le père de Tsubasa se remarie. Il est membre, avec les personnages secondaires Martin, Joker, Ushio et Atsuya, d’un groupe indie-rock (appelé « Yin & Yang »). En raison de ses cheveux décolorés et d’un bijoux en crâne, il est d’abord considéré avec suspicion par Tsubasa. Parce qu’il veut que sa mère soit heureuse et désireux d’avoir une petite sœur, il n’a pas d’objection au mariage. Cependant, il commet l’erreur de supposer que Tsubasa est une élève de primaire en raison de sa petite taille, alors qu’en réalité elle a un mois de plus que lui, provoquant une colère spectaculaire de Tsubasa. Bien que leur première rencontre tourne mal, Kazuma croise Tsubasa quelques jours plus tard et la sauve d’un « vieil homme pervers ». Mais quand la police arrive, elle suppose qu’il est le coupable à cause de son apparence. Après avoir passé quelque temps ensemble, ils se rendent compte qu’ils sont semblables dans leur solitude, et se lient immédiatement comme de vrais frère et sœur. Après le marige de leurs parents, ils emménagent tous ensemble. Tsubasa et Kazuma deveiennent alors inséparables. Voyant leur lien étroit, le père de Tsubasa se demande si des beaux-frères et sœurs peuvent se marier. Ses qualités de grand-frère, le fait naturellement devenir ami avec Arima, ce dernier étant aussi très impressionné par son talent musical. Ils se comprennent l’un et l’autre sans aucune trace de conflit, ce qui suscite un peu de jalousie de la part d’Hideaki et Takefumi. Kazuma tombe amoureux de Tsubasa, mais elle se sent qu’il choisit la musique avant elle. Il quitte la maison, mais écrit de nombreuses chansons d’amour à propos Tsubasa qui deviennent des gros succès de son groupe et leur premier album est titré « Tsubasa ». Après avoir réfléchit pour savoir s’il aime Tsubasa en tant que sœur ou que femme, il revient à la maison et demande immédiatement Tsubasa en mariage. Ils se marient peu de temps après que Tsubasa a fini le lycée.
Takefumi Tōnami
Seiyū (anime) VO : Nozomu Sasaki / VF : ?
Takefumi Tōnami (十波 健史, Tōnami Takefumi) était gros, malade et gâté étant enfant et il a été constamment harcelé en primaire. Il a été quelque peu protégé par le garçon manqué, Tsubaki qui, tout en le protégeant d’autres agresseurs, brimait Takefumi elle-même. Quand il lui a demandé pourquoi elle faisait attention à lui, elle répondit qu’un enseignant lui avait demandé de s’occuper de lui. Après avoir entendu cela, Takefumi s’est senti humilié comme il ne l’avait jamais été dans sa vie, croyant qu’il était en quelque sorte particulier pour Tsubaki. Il a déménagé dans une autre ville, mais des années plus tard, il revient au lycée Hokuei avec les autres personnages. Quand il retourne à Tokyo, il a perdu du poids, est en bonne santé, grand, beau, et complètement méconnaissable. Il profite du fait que personne ne le reconnaît pour se venger de Tsubaki. Bien qu’il se dispute avec Yukino abord, elle reconnaît que ses efforts pour se transformer sont similaires à sa propre obsession de son image, et ils partagent une mutuelle, bien qu’à contrecœur, admiration. Il se rend compte plus tard que ses sentiments pour Tsubaki sont en fait de l’amour, et que la source de sa haine est son sentiment d’être rejeté par elle. Après s’en être rendu compte, il découvre que Tsubaki l’aime aussi, et ils deviennent un couple. Toutefois, il est en conflit avec le fait qu’il aime son côté libre, mais que c’est ce qui l’empêche d’avoir une relation avec elle. En fin de compte, ils sont capables de résoudre le problème et de rester ensemble. Immédiatement après la cérémonie de fin du lycée, ils s’envolent ensemble en Égypte de l’aéroport de Narita. Plus tard, il parcourt le monde avec Tsubaki, pour enquêter sur les vestiges archéologiques. En chemin, il apprend huit langues et avec son talent linguistique, devient un expert dans le déchiffrage des anciens caractères.

## Anime

Logo français de l’anime Entre elle et lui

### Fiche technique
- Année : 1998 - 1999
- Auteur du manga : Masami Tsuda
- Réalisation : Hideaki Anno et Kazuya Tsurumaki (en) (épisodes 14, 15, 19, 24 et 25)
- Character design : Tadashi Hiramatsu
- Direction Artistique : Masaru Satô
- Musique : Shiro Sagisu
- Animation : Studio Gainax
- Nombre d’épisodes : 25

### Liste des épisodes
| No      | Titre français                                                                   | Titre japonais         | Titre japonais                  | Date de 1re diffusion |
| No      | Titre français                                                                   | Kanji                  | Rōmaji                          | Date de 1re diffusion |
| ------- | -------------------------------------------------------------------------------- | ---------------------- | ------------------------------- | --------------------- |
| Acte 1  | Sa situation à Elle                                                              | 彼女の事情             | Kanojo no Jijō                  | 2 octobre 1998        |
| Acte 2  | Un secret en commun                                                              | 二人の秘密             | Futari no Himitsu               | 9 octobre 1998        |
| Acte 3  | Ses raisons à Lui                                                                | 彼氏の事情             | Kareshi no Jijō                 | 16 octobre 1998       |
| Acte 4  | Son grand problème à Elle                                                        | 彼女の難題             | Kanojo no Nandai                | 23 octobre 1998       |
| Acte 5  | Les jours du labyrinthe                                                          | 彼の野望               | Kare no Yabō                    | 30 octobre 1998       |
| Acte 6  | Ta voix qui me change                                                            | 僕を変える、君の声     | Boku wo Kaeru, Kimi no Koe      | 6 novembre 1998       |
| Acte 7  | Un abîme entre eux                                                               | 二人の阻隔             | Futari no Sokaku                | 13 novembre 1998      |
| Acte 8  | Sa vie quotidienne à Elle                                                        | その日、宮沢雪野は     | Sono Hi, Miyazawa Yukino wa     | 20 novembre 1998      |
| Acte 9  | Expiration du moratoire                                                          | モラトリアムの贖罪     | Moratoriamu no Shokuzai         | 27 novembre 1998      |
| Acte 10 | Tout commence                                                                    | すべてはこれから       | Subete wa Korekara              | 4 décembre 1998       |
| Acte 11 | À la fin du 1er trimestre                                                        | 夏の休みのはじまりに   | Natsu no Yasumi no Hajimari ni  | 11 décembre 1998      |
| Acte 12 | La famille du bonheur                                                            | 仕合わせの在りか       | Shiawase no Ari ka              | 18 décembre 1998      |
| Acte 13 | La découverte du bonheur                                                         | 幸せの主観             | Shiawase no Shukan              | 25 décembre 1998      |
| Acte 14 | L’histoire jusqu’à aujourd’hui 1/2                                               | これまでのお話         | Kore Made no Ohanashi           | 30 décembre 1998      |
| Acte 15 | L’histoire jusqu’à aujourd’hui 2/2                                               | 声の向こうに見えるもの | Koe no Mukou ni Mieru Mono      | 8 janvier 1999        |
| Acte 16 | Une ligne tendue vers l’éternité                                                 | 永遠の点綴             | Eien no Tentei                  | 15 janvier 1999       |
| Acte 17 | Son retour à Lui                                                                 | 彼の去来               | Ano no Kyorai                   | 22 janvier 1999       |
| Acte 18 | Évolution                                                                        | シン·カ                | Shinka                          | 29 janvier 1999       |
| Acte 19 | 14 Jours 1re partie - Un vieil amour de retour                                   | 14DAYS·1               | 14DAYS·1                        | 5 février 1999        |
| Acte 20 | 14 Jours 2e partie - Tenir bon jusqu’au moment propice                           | 14DAYS·2               | 14DAYS·2                        | 12 février 1999       |
| Acte 21 | 14 Jours 3e partie - Sentiments refoulés de haine et de bonheur                  | 14DAYS·3               | 14DAYS·3                        | 19 février 1999       |
| Acte 22 | 14 Jours 4e partie - Une énergie indomptable                                     | 14DAYS·4               | 14DAYS·4                        | 26 février 1999       |
| Acte 23 | 14 Jours 5e partie - Lien sentimental                                            | 14DAYS·5               | 14DAYS·5                        | 5 mars 1999           |
| Acte 24 | Un épisode pas comme les autres                                                  | 今までと違うお話·1     | Ima Made to Chigau Ohanashi - 1 | 12 mars 1999          |
| Acte 25 | Un épisode pas comme les autres II                                               | 今までと違うお話·2     | Ima Made to Chigau Ohanashi - 2 | 19 mars 1999          |
| Acte 26 | 14 Jours 6e partie - L’existence et l’inexistence sont la cause l’une de l’autre | 14DAYS·6               | 14DAYS·6                        | 26 mars 1999          |

### Musique
Le thème d’ouverture est Tenshi no Yubikiri (天使のゆびきり) de Fukuda Mai. Les thèmes de fin sont Yume no Naka e (夢の中へ) de Atsuko Enomoto et Chihiro Suzuki pour les épisodes 1 à 24 ainsi que le 26, et Kaze Hiita Yoru (風邪ひいた夜) de Yuki Watanabe et Maria Yamamoto pour l’épisode 25.

### Différence avec le manga
L’anime reprend l’histoire des sept premiers volumes du manga, s’arrêtant juste avant le festival culturel annuel de l’école.
Alors que le manga appartenant à la catégorie shōjo manga (manga pour jeune fille) se montre être réalisé comme tous les mangas du genre, la série TV, elle, a durablement marqué les esprits avec sa réalisation très dynamique.
Le mélange, au premier abord très improbable, d’animation, de découpages, de collages, de plans fixes associés aux changements de style du dessin, tantôt sérieux, tantôt Super Deformed (technique consistant à dessiner un personnage de manière très caricaturale pour lui donner un aspect comique et à le placer dans le contexte de la narration tel quel) et aux musiques omniprésentes, a permis de mettre en place les bases d’un nouveau style de narration.
Ce style a été depuis maintes fois repris par d’autres réalisations.

### Anecdotes
- Avant le générique d’ouverture, on voit apparaître à l’écran un vrai-faux avertissement, à l’image de ce qui se fait dans South Park :

```
ATTENTION

(lire attentivement)

Quand vous regardez un dessin animé,
nous vous prions de veiller à garder
votre chambre illuminée et à ne pas
rester trop près de l’écran.
```

- À la fin de chaque épisode, il n’y a pas de teaser à proprement parler ; ce sont les seiyū originales de Tsukiko et Kano qui le font « en live » : on les voit dans la cabine d’enregistrement disant le texte sous les yeux du téléspectateur.
- Dans le tome 3 (à la page 47) du manga Planetes de Makoto Yukimura, on peut voir un personnage chanter le générique de fin, « Yume no Naka e ».